# Phormictopus cubensis
Phormictopus cubensis é uma espécie de aranha pertencente à família Theraphosidae (tarântulas).